# Herman van den Eerenbeemt
Herman van den Eerenbeemt (Ámsterdam, 12 de agosto de 1962) es un deportista neerlandés que compitió en remo. Ganó una medalla de oro en el Campeonato Mundial de Remo de 1989, en la prueba de cuatro scull.

## Palmarés internacional
| Campeonato Mundial | Campeonato Mundial | Campeonato Mundial | Campeonato Mundial |
| Año                | Lugar              | Medalla            | Prueba             |
| ------------------ | ------------------ | ------------------ | ------------------ |
| 1989               | Bled (Yugoslavia)  | Medalla de oro     | Cuatro scull       |